# Gare de Melhus skysstasjon
La gare de Melhus skysstasjon est une halte ferroviaire norvégienne de la ligne de Dovre située dans le centre de Melhus, au sud de l'ancienne gare de Melhus.
La gare se situe à 531,42 km d'Oslo.